# ترینگلوس
ترینگلوس (به انگلیسی: Treneglos) یک روستا و محله مدنی در بریتانیا است که در کورنوال واقع شده‌است. ترینگلوس ۱۰۷ نفر جمعیت دارد.